# Phacochoerus aethiopicus
Il facocero del deserto (Phacochoerus aethiopicus, (Pallas 1766)) è un mammifero appartenente alla famiglia Suidae che vive in Africa orientale.

## Descrizione
Il facocero del deserto è piuttosto simile al facocero comune, tuttavia presenta alcune differenze, di seguito elencate:
- il cranio ha minori dimensioni, ma maggiore larghezza
- gli zigomi sono molto ispessiti e presentano numerosi incavi; è inoltre presente una protuberanza in corrispondenza della sutura iugale-squamosale, assente nel facocero comune.
- il facocero del deserto non ha incisivi, a differenza del facocero comune che ha due incisivi nella mascella e sei nella mandibola.
- il terzo molare è molto largo e non presenta radice.
- le fosse sferiche sul retro del cranio, nel facocero del deserto, sono molto più estese di quelle del facocero comune.

## Tassonomia
Ne sono note due sottospecie:
- Il facocero del Capo (P. a. aethiopicus), oggi estinta.
- Il facocero somalo (P. a. delamerei), classificata come vulnerabile.